# 特設消防署

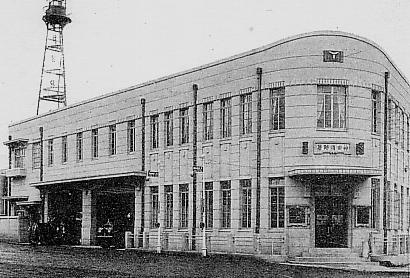
当時の特設消防署（神田消防署）

特設消防署（とくせつしょうぼうしょ）は、戦前の日本において、消防活動を行った常設の消防機関。現在の消防署にあたる組織である。「官設消防」ともいう。

## 概要
大正時代になると、非常設の消防組だけでは、都市火災への対応が難しいことが明らかになった。既に東京を始め、幾つかの都市では独自に常設の消防機関を設置しつつあった。
1919年（大正8年）、政府は「特設消防署規程」（大正8年勅令第350号）を制定し、特定の市に常設の「消防署」を置くことになった。
消防署は、府県警察部（東京府では警視庁）に属し、消防司令以下の常勤の消防官が消防活動を行った。
昭和期に入ると、救急業務も手がけるようになった。
戦後、消防組織法の制定により、消防署は警察の管轄から離れ、市町村の消防本部に所属することになった。

## 階級
- 消防司令
- 消防士／消防機関士（技官）
- 消防士補／消防機関士補（技官）
- 消防曹長
- 消防手
  - （参考：消防吏員）